# 東峰村立東峰学園
東峰村立東峰学園（とうほうそんりつ とうほうがくえん）は、福岡県朝倉郡東峰村にある公立の小中一貫校である。東峰村立東峰小学校および東峰村立東峰中学校で構成される。

## 概要
- 東峰村では、少子化による子どもの数の減少と、中1ギャップの解消等の課題を解決する為、平成18年10月に0歳から15歳までの教育制度を構築すべく東峰村保小中一貫教育審議会を設置。その後、平成21年に5月に、村長が答申に基づき、一貫校を平成23年4月に開校することを表明し、その予定通りに開校した[2]。

## 沿革
- 1985年（昭和60年）
  - 3月 - 宝珠山村立宝珠山中学校および小石原村立小石原中学校が統合により閉校。
  - 4月 - 宝珠山小石原中学校組合立東峰中学校が創立される。
- 2005年3月28日 - 宝珠山村と小石原村が合併して東峰村が発足したことにより、組合立から村立に移行。東峰村立東峰中学校に改称。
- 2009年（平成21年）6月 - 第1回東峰村小中一貫教育校開設準備委員会。
- 2010年（平成22年）6月 - 東峰中学校校舎の増改築開始。
- 2011年（平成23年）
  - 2月 - 小中一貫校で使用する校舎が完成する。
  - 3月19日 - 東峰村立宝珠山小学校にて閉校式を行う。
  - 3月24日 - 東峰村立小石原小学校にて閉校式を行う。
  - 4月1日 - 東峰村立東峰小学校が創立される。東峰村立東峰小学校および東峰村立東峰中学校で構成される小中一貫校東峰学園が開校する。
- 2017年（平成29年）7月 - 九州北部豪雨により、災害が発生し、村に甚大な被害が出る。児童・生徒・職員は学園に2泊した。

## 校区
- 東峰村全域

## 周辺
- 国道211号
- 東峰村役場

## アクセス
- 西鉄バス久留米杷木小石線「宝珠焼前」バス停から、徒歩約345m・約5分。
- JR日田彦山線BRT大行司駅から、徒歩約785m・約12分。